# Maleficent: Mistress of Evil
Maleficent: Mistress of Evil (titulada Maléfica: Maestra del Mal en España o Maléfica: Dueña del Mal en Hispanoamérica) es una película estadounidense de fantasía con el guion escrito por Linda Woolverton, Micah Fitzerman-Blue y Noah Harpster. La película está dirigida por Joachim Rønning y es una secuela de la película Maléfica del año 2014, con Angelina Jolie regresando para interpretar el papel principal, con Elle Fanning, Sam Riley, Imelda Staunton, Juno Temple y Lesley Manville también regresando. Michelle Pfeiffer, Ed Skrein, Harris Dickinson y Chiwetel Ejiofor se unen al elenco principal. La misma está basada en la malvada bruja y hada antagonista de la película de 1959, La bella durmiente, y además está basada parcialmente en el cuento de hadas homónimo original de Charles Perrault y de los Hermanos Grimm.
Después del lanzamiento de la primera película en mayo de 2014, Jolie declaró que era posible una secuela. El proyecto se anunció oficialmente en junio siguiente, y Jolie firmó en abril de 2016. Rønning, quien codirigió Piratas del Caribe: Dead Men Tell No Tales (2017) para Disney, fue contratado para dirigir la película en octubre de 2017, y el resto del elenco se agregó o confirmó en mayo de 2018, y la filmación comenzó ese mes en los Pinewood Studios en Inglaterra, y duró hasta agosto.
Maléfica: Maestra del Mal fue lanzada en los Estados Unidos el 18 de octubre de 2019 y ha recaudado más de $491 millones en todo el mundo. La película recibió críticas negativas de los críticos, con críticas dirigidas a la "trama confusa y efectos visuales excesivamente artificiales", pero elogiando las actuaciones de Jolie, Fanning, Pfeiffer y el maquillaje y el peinado.
Maléfica recibió una nominación en la 92.ª edición de los Premios Óscar, al mejor maquillaje y peinado.

## Argumento
En los cinco años posteriores a la muerte del Rey Stefan, Aurora ha reinado como Reina del Paramo y Maléfica como su guardiana y protectora. A pesar de su servicio, el reino vecino de Ulstead, hogar del Príncipe Felipe, considera a Maléfica una villana, y aunque el padre de Felipe, el Rey John, desea la paz, su madre, la Reina Ingrith, se ha estado preparando en secreto para la guerra; en las áreas ocultas del castillo, los trabajadores fabrican armas y municiones de hierro, mortal para todas las hadas. Diaval, el cuervo y confidente de Maléfica, escucha a Felipe proponerle matrimonio a Aurora. Cuando él ha transmitido esto a Maléfica, ella desaconseja la unión, pero Aurora insiste en que se demostrará que está equivocada.
Los padres de Felipe organizan una cena íntima, después de haber invitado a Aurora, Maléfica y Diaval. Maléfica mantiene la compostura mientras Ingrith se burla de ella durante toda la noche repitiendo la historia inexacta que ha hecho que los humanos crean que ella es malvada: la historia de la maldición dormida de Maléfica en Aurora es solo la mitad de la verdad, porque a nadie se le ha dicho toda la verdad sobre su amada Aurora y sacrificándose para levantar la maldición. Ingrith alude a la muerte de Stefan como asesinato, y afirma abiertamente que Maléfica mató a dos cazadores furtivos de hadas humanos vistos por última vez cerca de los páramos. Maléfica responde con igual frialdad que los humanos han estado secuestrando a las hadas, y le insinúa que ella cree que la orden para hacerlo proviene del Rey o la Reina. Cuando Ingrith descarta el vínculo maternal de Maléfica con Aurora y afirma que el matrimonio convertirá a Ingrith en su verdadera madre, Maléfica reacciona desatando furiosamente un estallido de energía mágica. John cae repentinamente al suelo inconsciente, e Ingrith grita que Maléfica lo ha maldecido. Maléfica niega haberlo maldecido, pero Aurora no la cree. Felipe insta a su madre a intentar despertar a John con un beso. Ingrid se niega, y su débil intento falla porque no ama a su esposo, un hecho que se hizo evidente por sus palabras susurradas al oído de John: "Querías paz, ahora descansa en paz para siempre".
Cuando Maléfica huye del castillo, la mano derecha de Ingrid, Gerda, dispara a Maléfica con una bala de hierro. 
Herida, Maléfica cae al océano, solo para ser rescatada por una misteriosa criatura alada. Ella se despierta en una caverna donde las hadas como ella han estado escondidas. Entre ellos está Conall, su líder pacífico que salvó a Maléfica de ahogarse, y Borra, un hada guerrera que favorece el conflicto abierto con los humanos, y mató a los cazadores furtivos cerca de las ciénagas. Maléfica es una de las últimas criaturas conocidas como Dark Phoenix Fae, poderosas hadas obligadas a esconderse y casi expulsadas por la opresión humana. También es la última descendiente del Fénix, un ancestro antiguo y poderoso de los Dark Fae. Debido a que la magia de Maléfica es tan poderosa, Conall y Borra creen que ella es fundamental para terminar el conflicto con los humanos, ya sea por la paz o la guerra.
Mientras tanto, los habitantes mágicos de las ciénagas están invitados a la boda real, pero Aurora se desilusiona con ser una mujer noble de Ulstead. Más tarde, Conall se sacrifica para salvar a Maléfica nuevamente durante un ataque humano contra los Dark Fae, lo que lleva a Borra a declarar la guerra a los humanos. Aurora descubre que Ingrith maldijo a John usando el viejo huso maldito de Maléfica, ya que odia a todos los seres mágicos. Cuando Ingrith se entera de que Aurora lo sabe, revela que se resiente con amargura por la prosperidad de las hadas en un momento en que su reino sufrió, y también los culpa de la muerte de su hermano; ella planea erradicar a todas las hadas y seres del bosque usando las armas de hierro, así como un polvo carmesí letal desarrollado por Lickspittle, un duendecillo sin alas. Cuando llegan los fae, quedan atrapados dentro de la capilla del castillo. A la orden de Ingrith, Gerda desata el polvo carmesí mortal tocando el órgano de la capilla. El hada Flittle se sacrifica desinteresadamente para salvar a todos como último recurso obstruyendo el órgano, haciendo que el órgano no se pueda reproducir, mientras que sus amigos Knotgrass y Thistlewit hacen que Gerda caiga a la muerte.
Los Dark Fae lanzan un asalto a Ulstead, pero los soldados del palacio comienzan a masacrarlos hasta que Maléfica, canalizando su poder Fénix, se une a la batalla. Casi mata a Ingrith, pero Aurora apela a la humanidad de Maléfica para que la perdone, y declara que Maléfica es su única madre. Con Maléfica distraída, Ingrith dispara su ballesta. Maléfica salva a Aurora, pero es golpeada por la flecha y se muere disolviéndose en cenizas. Devastada, Aurora se pone a llorar, pero después de que las lágrimas de Aurora caen sobre las cenizas, Maléfica renace como un Fénix. Horrorizada y enfurecida, Ingrith arroja a Aurora fuera de la torre, lo que lleva a Maléfica a rescatarla nuevamente. Felipe forja la paz entre las hadas y los humanos y los soldados de Ulstead se retiran. Maléfica vuelve a su forma de hada y finalmente le da a Aurora y Felipe su bendición, al darse cuenta de que están juntos. Lickspittle decide dejar de seguir las órdenes de Ingrith y le da a Maléfica el huso utilizado para maldecir a John y, previamente, Aurora. Maléfica destruye el huso y su maldición, despertando a John de su sueño. Mientras huye, Borra y los otros Dark Fae detienen a Ingrith. Como castigo por sus crímenes, Maléfica la transforma en una cabra hasta que pueda aceptar la paz entre los dos pueblos.
Después de que Aurora y Felipe se casaron, Maléfica regresa a las ciénagas con los otros Dark Fae, enseñando a las jóvenes hadas a volar. Ella promete regresar cuando haya un "bautizo" para el futuro hijo de Aurora y Felipe.

## Reparto
- Angelina Jolie como Maléfica: una Dark Fey y la antigua gobernante de los páramos; la madre adoptiva de Aurora.
- Elle Fanning como Aurora: La gobernante actual de los humanos; la hija adoptiva de Maléfica; la esposa del príncipe Felipe.
- Michelle Pfeiffer como la Reina Ingrith: La reina de Ulstead, hambrienta de poder, la esposa de John y la madre de Felipe.
- Ed Skrein como Borra:[4] Un Dark Fey que lidera el ataque contra Ulstead.
- Sam Riley como Diaval: Un cuervo al que Maléfica le da forma humana.
- Harris Dickinson como el Príncipe Phillip: El Príncipe de Ulstead y el amante de Aurora que se convirtió en su esposo.
- Imelda Staunton como la voz y la captura de movimiento de Knotgrass: Un hada roja.
- Juno Temple como la voz y captura de movimiento de Thistlewit: Un hada verde.
- Lesley Manville como la voz y captura de movimiento de Flittle: Un hada azul.
- Chiwetel Ejiofor como Connal:[5] Un Dark Fey que rescata a Maléfica.
- Jenn Murray como Gerda: Una mujer que es leal a la reina Ingrith.
- David Gyasi como Percival: El capitán de los guardias que trabaja para la familia real de Ulstead.
- Robert Lindsay como el Rey Josephref.[6]
- Judith Shekoni como Alcaudón: Un Jungle Fey.
- Warwick Davis como Lickspittle:[7] Un duendecillo sin alas que trabaja a regañadientes para la reina Ingrith.

## Producción
El 3 de junio del año 2014, Angelina Jolie insinuó que una secuela de la película Maléfica era una posibilidad. El 15 de junio de 2015, Walt Disney Pictures anunció que la secuela estaba en proceso y que Linda Woolverton volvería a escribir el guion de la película. El regreso de Angelina Jolie no fue confirmado pero el guion estaba destinado a ser escrito para su papel. Joe Roth regresaría también para producir la película. El 25 de abril de 2016, Disney confirmó oficialmente la secuela y el regreso de Jolie y el guionista Woolverton. El 29 de agosto de 2017, Disney contrató a Jez Butterworth para reescribir el guion de Woolverton y Joe Roth se agregó como productor. En septiembre de 2017, Jolie dijo que "han estado trabajando en el guion y esta va a ser una continuación muy fuerte". El 3 de octubre de 2017, Deadline informó que la película sería dirigida por Joachim Rønning y comenzaría a filmar en el primer trimestre del año 2018.
En abril de 2018, Ed Skrein se confirmó para participar en la película interpretando el papel de villano principal, mientras que Elle Fanning regresaría para interpretar su papel de la película anterior. Michelle Pfeiffer también fue contratada para interpretar a la reina en la película. En mayo de 2018, se anunció que Harris Dickinson reemplazaría a Brenton Thwaites en el papel del Príncipe Phillip, debido a los conflictos de programación con este último actor. Más tarde también se confirmó que Jenn Murray, David Gyasi, Chiwetel Ejiofor y Robert Lindsay también se habían unido al elenco. Sam Riley, Imelda Staunton, Juno Temple, y Lesley Manville también fueron confirmados a repetir sus papeles de la película anterior. En junio del año 2018, Judith Shekoni se unió al elenco.
El rodaje de la película comenzó el 29 de mayo de 2018 en el Reino Unido. El rodaje concluyó el 24 de agosto de 2018.

## Estreno
La película se estrenó el 18 de octubre del año 2019 por Walt Disney Pictures, moviéndose de su previa fecha anunciada del 29 de mayo de 2020.

## Recepción
En el sitio web agregador de reseñas Rotten Tomatoes, la película tiene un índice de aprobación de 39% basado en 259 reseñas, con un promedio ponderado de 5.1/10. El consenso crítico del sitio dice: "Si bien está lejos de estar maldita, Maleficent: Mistress of Evil rara vez respalda su elenco y efectos visuales ambos impresionantes con la suficiente narración mágica como para siquiera justificar su existencia". En Metacritic, la película tiene una puntuación promedio ponderada de 44 de 100, basada en 19 críticas, que indican "reseñas mixtas o promedio".